# 梁立人

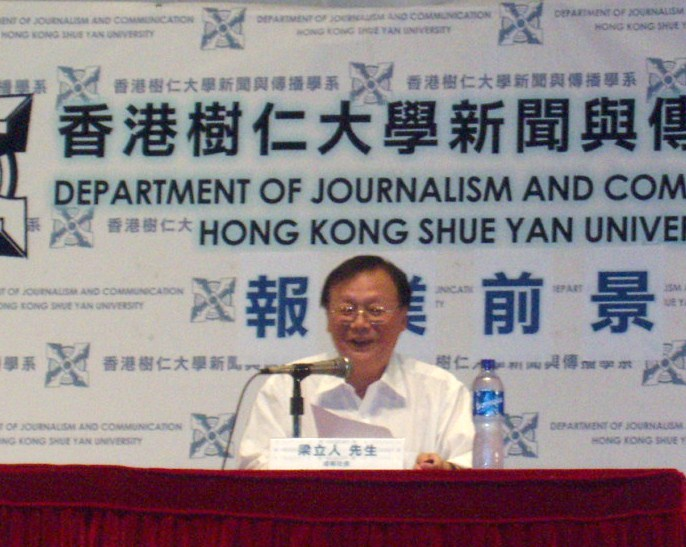
梁立人（2008年）

梁立人，BBS（1948年4月22日—2020年7月11日），生於中國大陸，祖籍广东梅州。他曾當過紅衛兵，文革後期偷渡到香港。来港后，报读第一期无线电视艺员训练班，毕业后一年转任编剧，及后成为香港和华人影视界的编剧，也是香港和中文电视业的资深电视人、电影人，香港殿堂级的影视创作人，香港现代戏剧（电视剧、电影）创作鼻祖。梁立人也从事平面新闻媒体评论主笔及管理层工作，在香港多家親建制派的平面媒体开设专栏，如《東方日報》、《太陽報》、《文匯報》、《成报》等，梁也曾任《成报》社长，是香港言论界的笔锋人物。梁立人发明创作了九方和快碼中文输入法，并将输入法推广到内地、台湾和东南亚。2020年7月11日，梁立人在廣州醫院逝世，終年72歲。

## 生平
梁立人曾经担任香港丽的电视、香港亚洲电视、香港无线电视、新加坡新传媒电视的管理层，也担任过多家中文电视台电视剧创作部高管、新加坡广播局戏剧处处长。曾创作、主理了上百部经典中文电视剧，如香港电台电视部的《狮子山下》、《小时候》等，香港亚洲电视的《大地恩情》、《变色龙》、《大内群英》、《我来自潮州》、《我和僵尸有个约会》等，香港无线电视的《绝代双骄》、《僵尸奇兵》、《大运河》、《成吉思汗》等，新加坡电视剧《人在旅途》、《霧鎖南洋》等，台湾华视电视剧《包青天》等，是香港首屈一指的编剧家，被称为“金牌编剧”、“香江戏剧神笔”。
梁立人主政香港和新加坡媒体期间，曾协助香港丽的电视（及后的亚洲电视）、香港无线电视、以及新加坡广播局组建戏剧创作组，为兩地电视文化带入了“创作主导制作”的方针策略及激活了电视剧的创作文化。从此香港电视剧和新加坡电视剧进入重视原创性、重视创新创意的阶段。而梁立人也鼓励唯才是用，喜欢起用新派模式和思维的创作人，使得香港电视剧在七十年代开始至今进入题材鼎盛的百花齐放时代。
梁立人创造了香港电视业的编剧制度，也创造了香港电视剧“十字法”的编剧蓝本和模式，并培育了大批顶尖的编剧，如张华标、陈静仪、韦家辉、林超荣、黎文卓、郑丹瑞、高志森、文隽、司徒慧焯、陈十三、周旭明、谷德昭等编剧名家，均是梁立人的徒子徒孙。梁立人帮助香港成立了香港电影编剧家协会，并担任副主席。目前梁立人穿梭中港两地经常开班授徒，与香港和中國内地多个部门团体一道筹办编剧训练班，积极加紧为香港和内地培养优秀的编剧人才，激活香港和内地新生代的创意和创作能力。
不止幕后人才，梁立人也擅于发掘幕前精英，不少原本名不经传的明星，均由梁立人发掘重用，且为其塑造出彩角色使其成为天王巨星，如影帝万梓良、杜汶泽、姜大卫、谢雪心、冯宝宝、陈庭威等。
梁立人兼任作词人，曾经创作过多首经典粤语歌曲。而其主编的电视剧《狮子山下》是香港电视史、中文电视史上脍炙人口的经典。
其父親是前中國國民黨軍官，家族显赫，曾于内地文化大革命期间，家族被打成右派，而梁立人也要成为知青，其后在上山下乡期间，游水偷渡到香港。及后在著作《大逃港》中，梁立人也有细说当中的辛酸经历 （页面存档备份，存于）。
梁立人政治立场极其亲共和亲建制派，梁立人在香港多家报刊均不断发表亲共和亲建制派的言论，也利用专栏文章传播中央政府和特区政府的观点和方针。
梁立人亦是一名發明家，早年與劉文建合作，發明了快碼及九方輸入法，並創立了九方科技控股有限公司 （页面存档备份，存于），並為該公司主席总裁。梁立人也将科技公司业务推广至内地和东南亚。
2020年7月11日，梁立人上月才換腎，一切正常，可是出院時腸胃炎及低血壓，之後昏迷入ICU，並於今早離去，終年72歲。

## 政治立场
梁立人政治立場是香港亲共人士，近年不時在報章（主要是東方日報、太陽報、文匯報）上發表爭議性及主觀的時事評論文章，批評民主政制，遭到部分人士的強烈反彈，視之為極其親共人物，是階級鬥爭的信徒，其文章往往香港多個網上論壇或討論區的用戶轉貼到網絡上进行讨论。

## 簡歷
- 1978－1981年　麗的電視節目企劃經理。
- 1983－1986年　新加坡廣播局戲劇處總監
- （離開新加坡廣播局後受聘於亞洲電視一段時間）
- 1986－1989年　電視廣播有限公司製作部助理總監
- 1994－1995年　移居台灣，創立出快碼輸入法的初版，其後與劉文建合作將快碼改進。
- 1995年　　　　創立九方科技控股有限公司 （页面存档备份，存于）
- 1997－2000年　香港電影編劇家協會擔任副主席
- 2003－2005年　亞洲電視製作部總監兼戲劇科首席製作顧問
- 2005－2006年  東方報業集團總主筆
- 2008年8月—10月 成報社長
- 2020年7月 病故

## 作品
由梁立人編劇的代表作有《人在旅途》、《碧血青天楊家將》、《碧血青天珍珠旗》、《大內群英》、《我來自潮州》、《霧鎖南洋》、《我和殭屍有個約會》、《僵尸奇兵》、《包青天》、《爸爸兩邊走》等等。
梁立人曾經為電視劇歌曲填詞，作品有王馨平主唱的《夢裡是誰 （页面存档备份，存于）》、《愛債幾時還 （页面存档备份，存于）》、葉振棠主唱的《勝利雙手創》
2002年，梁立人經由虹本文化策略出版 （页面存档备份，存于）自撰的《窮才子．富才子．梁立人 （页面存档备份，存于）》，以自己昔日窮才子的身分，教導讀者如何致富。

## 爭議

### 對“爱国”立場
2010年，梁立人在中资左派报纸文汇报中发表文章「爱国就要支持共产党」惹起轩然大波。而梁立人也与中联办、中央政府等高层人士关系密切。然而梁立人早於1981年已申請移民新加坡，90年代更舉家移民美國經商，直至生意失敗才回港發展，至逝世仍持有美國護照。

### 政改方案
2005年政治改革方案被否決後，梁指方案「將全體區議員納入行政長官選舉委員會，立法會功能選舉新增5席都給區議會界別，使這兩項選舉的選民基礎擴大至300萬人」，但事實上行政長官選舉委員會仍然只有1600人。即使是親建制派，也大多定議「選民基礎」為可直接投票的人，而非把「間接代表」也計算進去，被批評為建制派護航。

### 對泛民主派
梁多次指民主派實為「反對派」、「廢柴」。領匯第一次上市失敗後，梁不點名批評鄭經翰為「無良政客，利用個別不名一文的公屋居民所狙擊」。

### 對領匯立場
梁曾大力支持領匯上市，並稱司法覆核的盧少蘭為老賊。 但後來領匯上市瘋狂加租，趕走小商戶，梁的立場即一百八十度轉變。

### 對同性戀立場
梁曾公開指「同性戀的道路是悲慘的、陰暗的」，又指歌手張國榮「如果他沒有陷入同性戀的泥潭，他會活得更開懷、更快樂，他的歌唱成就會更高」，但文章又提不出任何理據，受到極大爭議。
梁指2004年美國總統選舉中，美國民主黨候選人克里落敗是因為他支持同性戀婚姻，更說「克里敗就敗在支持同性戀婚姻一點，其餘的均不足以決定成敗」
，然而事實上克里在大選期間並無明確提及在同性戀方面的立場，而支持同性戀權益一直是民主黨的政治立場。梁立人反對同性戀，其理據在於維持社會道德，及反對政府以公帑來鼓吹同性戀為重點。

### 反對司法獨立
梁曾公開撰文反對民主派提出的司法獨立，理據是「萬一他的個人取向有所偏差，整個社會就得承受嚴重後果」。但梁立人这个观点，显然没有考虑三权分立，互相制衡的关系。之所以要有三权分立，互相制衡，就要是避免发生梁立人所讲的「萬一他的個人取向有所偏差，整個社會就得承受嚴重後果」。梁立人所讲的这点，恰恰会发生在独裁专制国家里，因为独裁专制的国家，没有三权分立，互相制衡。

## 評論文章
- 《吃屎狗自白 （页面存档备份，存于）》－　2004年3月4日香港太陽報
- 《司法獨立有如賭命 （页面存档备份，存于）》－　2004年12月2日香港太陽報
- 《香港的耶穌 （页面存档备份，存于）》－　2005年3月13日香港太陽報
- 《嫌貧愛富才是正確方向 （页面存档备份，存于）》－　2005年3月20日香港太陽報
- 《令人作嘔的美式民主 （页面存档备份，存于）》－　2005年3月25日香港太陽報 bad link
- 《大律師沒資格談公義 （页面存档备份，存于）》－　2005年3月26日香港太陽報
- 《誰可以提請釋法？ （页面存档备份，存于）》－　2005年3月29日香港太陽報
- 《一封卑鄙的來信 （页面存档备份，存于）》－　2005年3月30日香港太陽報
- 《收了錢，不賣帳 （页面存档备份，存于）》－　2005年4月21日香港太陽報
- 《端正紀綱　撥亂反正》－　2005年4月21日香港文匯報
- 《平機會違法鼓吹同性戀》－　2005年5月19日香港文匯報
- 《同志，請珍惜你的愛》－　2005年5月19日香港太陽報
- 《冠名權風波》－　2005年5月27日香港經濟日報
- 《彩虹搞事號》－　2005年10月12日香港東方日報
- 《我們不會被燒死》－　2006年1月25日香港東方日報
- 《壓力豈能作遊行理由》－　2006年1月26日香港東方日報
- 《我做了很多好事》－　2006年1月27日香港東方日報
- 《公平對待港台》－　2006年1月28日香港東方日報
- 《Google做得對》－　2006年1月29日香港東方日報
- 《民主就是亂源 （页面存档备份，存于）》－2006年2月27日香港東方日報
- 《千萬不要民主[永久]》－　2007年11月2日香港東方日報
- 《愛國就要支持共產黨》－　2010年10月26日香港文匯報
- 《廿四味：艾未未是個什麼東西》－　2011年4月18日香港文匯報

## 新聞組內文章存檔
- 《梁立人@hk.politics》

## 參见
- 東方日報
- 太陽報
- 東方報業集團
- 宗教
- 中國共產黨
- 香港傳媒爭議
- 維園阿伯